# Citoyens du Monde (association)
Pour les articles homonymes, voir Citoyen du monde.
 (décembre 2020).
Si vous disposez d'ouvrages ou d'articles de référence ou si vous connaissez des sites web de qualité traitant du thème abordé ici, merci de compléter l'article en donnant les références utiles à sa vérifiabilité et en les liant à la section « Notes et références ».
Citoyens du Monde est l'appellation d'une organisation mondialiste qui se compose de personnes se considérant citoyens du monde.

## Objectifs
- Organiser des votes à l'échelle mondiale
- Contester la mondialisation libérale
- Proposer une mondialisation égalitaire grâce à une forte implication démocratique des citoyens, l'usage de l'espéranto, des propositions d'alternatives institutionnelles à travers, notamment, le « congrès des peuples ».

Comme cette association exprime une volonté de mondialisation mais un refus de la globalisation actuelle, ses idées sont parfois qualifiées d'altermondialistes, bien que cette association ait précédé l'appellation "altermondialiste".
Pour faire partie de Citoyens du Monde, il suffit d'acheter une « carte d'identité Citoyens du Monde », qui permet ensuite de voter et de recevoir le trimestriel de Citoyens du Monde. Ces cartes existent dans les 12 langues suivantes : suédois, portugais, occitan, néerlandais, japonais, italien, grec, français, espéranto, espagnol, allemand et anglais.
Le bulletin trimestriel n'est publié qu'en français, anglais, espagnol et espéranto. Le « congrès des peuples », issu de Citoyens du Monde, a créé en 1977 l’Institut d'études mondialistes, et en 1982, le fonds mondial de solidarité contre la faim.
Remarque : il est possible de se dire citoyen du monde et d'être en désaccord avec l'organisation Citoyens du Monde. Par exemple certains affirment que le mondialisme civique est compatible avec le libéralisme économique. D'autres sont contre le libéralisme mais critiquent le fait que cette organisation fasse des élections fédérales et préfèreraient des élections à la proportionnelle.
De même, par opposition à l'idéologie de Citoyens du Monde qui présente une vive hostilité à l'État-nation et par là même à l'ONU, d'autres groupes de Citoyens du Monde se veulent quant à eux loyalistes, soit partisans des Nations unies et convaincus que la citoyenneté mondiale passe par le soutien à l'Organisation mondiale. C'est notamment le cas de l'Association of World Citizens (AWC), basée à San Francisco et qui dispose du Statut Consultatif auprès de l'ONU, ce qui n'est pas le cas de Citoyens du Monde.

## Historique
Après la fin de la Seconde Guerre mondiale, un mouvement mondialiste se crée reprenant l'idée généreuse de l'Américaine Lola M.Lloyd et de la Hongroise Rosika Schwimmer qui avaient proposé, dès 1924, un plan pour la mise en place d'une Assemblée constituante mondiale dont les membres, élus par les peuples du monde entier, rédigeraient une Constitution mondiale.
Ainsi, en 1945, à l'université de Chicago aux États-Unis, se réunit tout d'abord un Comité pour la promotion d'une Constitution du Monde. Reprenant ces propositions, en 1946 à Londres, le député travailliste anglais Henry Usborne se fixe pour but de convoquer cette Constituante mondiale. Un mouvement populaire Croisade pour un gouvernement mondial, Crusade for World Government, soutient le parlementaire et ses amis. Le mouvement prend de l'ampleur. Du 13 au 16 octobre 1946, ces « Fédéralistes internationaux » se réunissent à Luxembourg et prennent le nom de « Mouvement pour un Gouvernement Fédéral Mondial ».
Ces idées font mouche en France où, en 1947, Robert Sarrazac, alors militaire et chargé du « Service Information Allemagne » au ministère des Prisonniers et Déportés (dirigé par Henri Frenay), fonde avec deux amis, le « Centre de Recherches et d'Expression Mondialiste » et initie un réseau d'une vingtaine de camarades : « Le Front Humain des Citoyens du Monde ».

### Avec Garry Davis

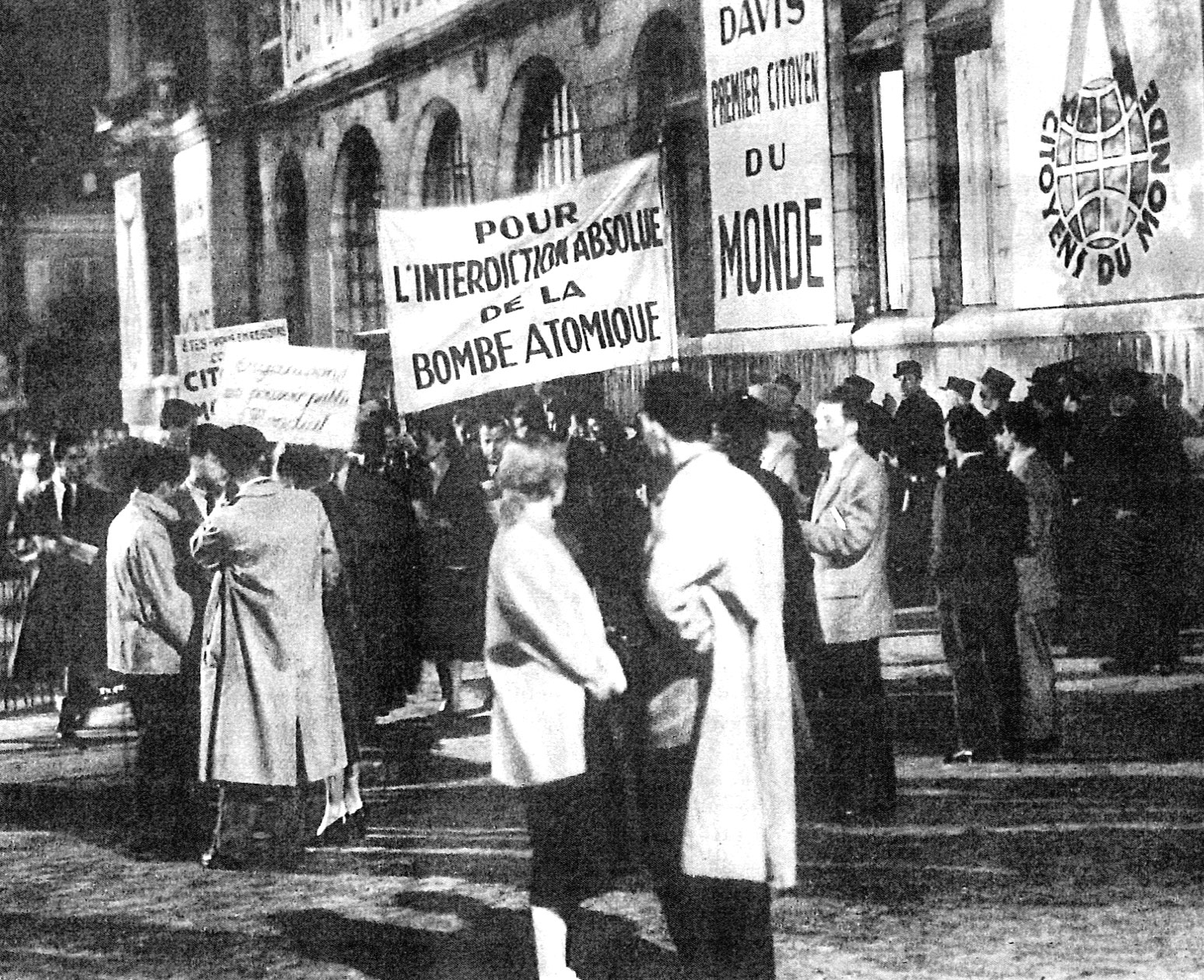
Références à Citoyens du Monde et à Garry Davis dans le film Avant le déluge (1954).

La même année aux États-Unis, cinq organisations fédéralistes se réunissent à Asheville (Caroline du Nord) et conviennent de se constituer en une Union des Fédéralistes Mondiaux. En août 1947, à Montreux en Suisse, 51 organisations fondent le Mouvement Universel pour une Confédération Mondiale. L'abbé Pierre y adhère. La philosophie pacifiste se trouve bientôt un héros, Garry Davis, pilote américain de la guerre, qui annonce le 25 mai 1948 qu'il abandonne la nationalité américaine et qu'il se place désormais sous la protection de l'ONU.
Installé dans une tente précaire sur le parvis du Palais de Chaillot à Paris, siège provisoire des Nations unies, le rebelle reçoit la visite des grands intellectuels de l'époque : Albert Camus, André Gide, Jean-Paul Sartre, André Breton, l'abbé Pierre, etc.
En septembre 1948, une 2e conférence internationale se tient à Luxembourg et réclame la révision de la Charte des Nations unies. Elle crée un Comité international de pilotage, chargé de coordonner toutes les actions en faveur de l'Assemblée Constituante.
Le 19 novembre 1948, au Palais de Chaillot, Robert Sarrazac et Garry Davis interrompent l'Assemblée Générale des Nations unies pour exiger la démocratisation et la supranationalité de l'ONU.
Le 9 décembre 1948, à Paris, à la veille de l'adoption par l'Onu de la Déclaration universelle des droits de l'homme, plus de 17 000 personnes se réunissent au Vélodrome d'Hiver. Se succèdent à la tribune Gary Davis, Jean Paulhan, l'abbé Pierre, Emmanuel Mounier, Vercors, Claude Bourdet, David Rousset, Breton et Camus.
Le 1er janvier 1949 Garry Davis annonce l'ouverture d'un Registre des Citoyens du Monde dans 40 pays. Le 15 mai 1949, l'activiste pacifiste et objecteur de conscience suisse René Bovard devient le secrétaire international des Citoyens du Monde. Il délègue sa fonction à Gérard Horst (connu plus tard sous le nom de André Gorz), installé à Paris auprès du Secrétariat français. La majorité des demandes d'enregistrement proviennent des trois pays européens vaincus, l'Allemagne, l'Autriche et l'Italie. La guerre froide battant son plein, les Citoyens du Monde périclitent : Horst est licencié le 24 avril 1950, Davis repart aux États-Unis le 20 mai, quelques jours avant le début de la guerre de Corée.

### Cahors Mundi
En 1949, à l'initiative de Robert Sarrazac, Cahors, chef-lieu du département français du Lot, rebaptisé Cahors Mundi, se déclare ville citoyenne du monde.
L'année suivante, les 24 et 25 juin 1950, Cahors fêtera en grande pompe ce premier anniversaire en présence du prix Nobel de la Paix 1949, l'Écossais Lord Boyd Orr, fondateur de la FAO à l'ONU. André Breton, le pape du surréalisme, participe aux festivités organisées près du monument médiéval, le pont Valentré. Cette manifestation a marqué le début d'un mouvement qui a impliqué un millier de territoires dans 13 pays.
En 1966, un Conseil Mondial pour la Mondialisation a été créé par le MUFM. et son siège se trouve au Japon à Hiroshima.
La dernière ville « mondialisée » a été la localité de Kashusha (Sud Kivu, République démocratique du Congo) le 25 juillet 2006.